# Isabel Canori Mora
Isabel Canori Mora, o según su nombre en italiano Elisabetta Canori Mora, (Roma, 21 de noviembre de 1774 - Roma, 5 de febrero de 1825) fue una terciaria trinitaria y mística italiana del siglo XVIII, esposa y madre de familia, proclamada beata por el papa san Juan Pablo II el 24 de abril de 1994.

## Biografía

### Infancia y juventud
Isabel nació en Roma el 21 de noviembre de 1774, en el seno de una familia de posición acomodada, profundamente cristiana y diligente en la educación de sus hijos.  Sus padres eran Tommaso Canori y Teresa Primoli. Con el tiempo la situación económica de su familia vino a menos, lo que llevó a sus padres a confiar la educación de sus hijos, entre ellos Isabel, a un hermano de Tommaso.
El tío de Isabel confió la educación de esta, y una de sus hermanas, a las religiosas Agustinas de Cascia (1785-1788). Allí se destacó por su inteligencia, una profunda vida interior y su espíritu de penitencia. De regreso a Roma llevó una vida normal, acorde con la galantería y el prestigio de las señoritas de la sociedad de la época.

### Matrimonio
El 10 de enero de 1796, cuando tenía 21 años, se casó con el joven abogado romano Cristóbal Mora, hombre culto, religioso e inteligente, pero al parecer un poco inmaduro aún. Para Isabel el matrimonio fue una decisión reflexionada, madura, pero después de algunos meses, la fragilidad psicológica de Cristóbal comprometió la serenidad de la familia, se enamoró de otra mujer, traicionando la confianza de Isabel y dejando en el abandono a su familia, sin separarse formalmente de ella. No ejerció más la abogacía, y gastó tanto dinero en sus aventuras que terminó llevando a su esposa e hijas a la extrema pobreza y una creciente deuda.
A pesar de la situación en la que se encontraba por causa de su esposo, Isabel respondió siempre con absoluta fidelidad, nunca puso excusas, conveniencias o intereses para justificar un abandono de su hogar, para ella solo primaba el código de fidelidad de amor y rendición total, según los criterios de su fe; trató a su marido con paciencia gentil, ofreciendo penitencias y oraciones por su conversión. Nunca pensó en separarse de él, a pesar de los consejos de familiares y amigos. En vez de esto, siempre amó, apoyó y perdonó a su esposo esperando su conversión.
Tuvo cuatro hijos, pero los dos primeros murieron a los días de nacer. Con el abandono de su esposo, fue forzada a vivir trabajando con sus propias manos para seguir al cuidado de sus hijas Marianna y Luciana. Dedicó mucho tiempo a la oración, los pobres y los enfermos.

### Experiencias místicas
En 1801 sufrió una misteriosa enfermedad que la puso al borde de la muerte. Se curó de forma inexplicable y tuvo su primera experiencia mística, en medio de las tribulaciones por las que pasaba la Iglesia de aquel tiempo, durante la persecución napoleónica, fue favorecida con los dones de la visión y de la profecía, ofreciendo sacrificios por el Santo Padre, por la Iglesia, por su marido, por Roma. Profundiza, además, en la espiritualidad trinitaria ingresando a la Tercera Orden de la Santísima Trinidad en 1807, donde tendrá la oportunidad de conocer a una de las mujeres más famosas de la Roma de entonces, la también terciaria, y hoy venerada como beata por la Iglesia católica, Ana María Taigi.
El hogar de Isabel pronto se convirtió en un punto de referencia para mucha gente en busca de ayuda material y espiritual. Se dedicó especialmente a cuidar de las familias en necesidad. Para ella, la familia implicaba dar un espacio a cada persona, un lugar que dé frutos de vida, fe, solidaridad y responsabilidad. La familia era para ella el templo en el que recibía al amado Señor, Jesús de Nazaret y a todos los que se dirigían a ella. A través de la autonegación, ella ofrecía su vida por la paz y la santidad de la Iglesia, la conversión de su esposo y la salvación de los pecadores. Respondió con dedicación a la vocación al matrimonio y la consagración secular. Sus virtudes humanas y cristianas así como la fama de su santidad se difundieron a través de Roma, Albano y Marino. Fue adquiriendo tal fama en Roma y sus alrededores que eran muchos los que se acercaban a ella para pedir consejos, desde los más pobres de la ciudad, hasta políticos y el mismo papa, para ellos, según Prodi:

Aquello que asombra a la gente, más allá de su santidad, es la gran seguridad con la que afronta los problemas que le confían: sea evaluar las nuevas tendencias políticas o la gestión de una hacienda agrícola, iluminar a una joven sobre la vía recta o aconsejar a un enfermo, poner paz en una familia o evaluar una propuesta de matrimonio, Isabel siempre sabe la respuesta justa.
Paolo Redi

### Fallecimiento
En 5 de febrero de 1825, mientras era asistida por sus dos hijas, Isabel falleció. Fue enterrada en Roma en la cripta de la iglesia trinitaria de San Carlo alle Quattro Fontane. Poco después de su muerte, como ella misma predijo, su esposo se convirtió uniéndose a la Orden Terciaria Trinitaria y después se ordenó sacerdote en los franciscanos conventuales.

## Beatificación
La causa de beatificación de Isabel Canori Mora fue introducida el 22 de febrero de 1874. Fue beatificada junto al joven mártir Isidoro Bakanja, y a otra madre italiana: santa Gianna Beretta Molla, por el papa san Juan Pablo II el 24 de abril de 1994, en el Año Mundial de la Familia. El papa la proclamó como un modelo para las familias cristianas: Isabel Canori Mora en medio de no pocas dificultades conyugales, mostró una total fidelidad al compromiso adquirido con el sacramento del matrimonio. Constante en la oración y en la heroica dedicación a su familia, supo educar cristianamente a sus hijas y obtener la conversión de su marido.
Se espera, según el proceso de canonización en la Iglesia Católica, un milagro para declararla santa. Su memoria  litúrgica se celebra el 4 de febrero y sus reliquias se veneran en la iglesia de San Carlo alle Quattro Fontane en Roma.